# Colony Cirque
Der Colony Cirque (englisch für Koloniekessel) ist ein Bergkessel im ostantarktischen Viktorialand. In den MacDonald Hills der Asgard Range liegt er unmittelbar östlich des Mount Knox.
Das New Zealand Geographic Board benannte den Bergkessel 1998 in Anlehnung an die Benennung des Commonwealth-Gletscher und damit an die Geschichte Australiens von einer Kolonie zu einem souveränen Staat im Commonwealth of Nations.